# Lempaut
Lempaut – miejscowość i gmina we Francji, w regionie Oksytania, w departamencie Tarn.
Według danych na rok 2022 gminę zamieszkiwało 823 osoby, a gęstość zaludnienia wynosiła 37 osób/km² (wśród 3020 gmin regionu Midi-Pireneje Lempaut plasuje się na 571. miejscu pod względem liczby ludności, natomiast pod względem powierzchni na miejscu 807.).